# Vinterberget
Vinterberget är ett naturreservat i Arvidsjaurs kommun och Piteå kommun i Norrbottens län.
Området är naturskyddat sedan 2010 och är 1,9 kvadratkilometer stort. Reservatet omfattar berget med detta namn och berget Vinterliden med skog, myrar och två tjärnar. Reservatet skog består av granskog och gammal barrblandskog. 